# 後藤玲子
後藤 玲子（ごとう れいこ、1958年3月 - ）は、日本の経済学者。専門は経済哲学。学位は、博士（経済学）（一橋大学・論文博士・1998年）（学位論文「分配的正義の理論」）。立命館大学大学院先端総合学術研究科教授・一橋大学経済研究所教授を経て、帝京大学教授、一橋大学名誉教授。鈴村興太郎門下。指導学生に廣光俊昭など。

## 略歴

### 学歴
- 1981年3月 一橋大学法学部卒業
- 1990年3月 一橋大学経済学部卒業
- 1992年3月 一橋大学大学院経済学研究科修士課程修了
- 1998年3月 一橋大学大学院経済学研究科博士課程修了、博士（経済学）

### 職歴
- 1981年4月 一橋大学社会学部助手
- 1985年4月 桐蔭学園高等学校教諭
- 1995年4月 一橋大学経済学部助手（特別研究員）
- 1996年4月 社会保障研究所（現国立社会保障・人口問題研究所）研究員
- 1996年12月から2004年3月 国立社会保障・人口問題研究所総合企画部第2室長
- 2002年4月 立命館大学政策科学部特別契約教授
- 2003年4月 立命館大学大学院先端総合学術研究科特別契約教授
- 2004年4月 立命館大学大学院先端総合学術研究科先端総合学術専攻教授
- 2013年4月 一橋大学経済研究所教授
- 2021年4月 帝京大学経済学部教授、一橋大学名誉教授[2]

この間北海道大学大学院法学研究科非常勤講師、創価大学経済学部兼任講師、一橋大学経済研究所客員研究員等も歴任。

### 学会活動
- 2004年から Human Development & Capability Association  (HDCA) Executive Council Member
- 2004年から Ethics & Economics editor

### 社会的活動
- 厚生労働省社会生活に関する調査検討会委員
- 財団法人生活経済研究所脱リスク研究会委員
- 厚生労働省社会保障審議会福祉部会生活保護制度の在り方に関する専門委員会委員
- 財務省財務総合政策研究所我が国の経済格差とその政策対応に関する研究会委員
- 財団法人連合総合生活開発研究所日本における総合戦略研究委員会委員

## 著書

### 単著
- 『正義の経済哲学――ロールズとセン』（東洋経済新報社、2002年）
- 『福祉の経済哲学――個人・制度・公共性』（ミネルヴァ書房、2015年）
- 『潜在能力アプローチ　倫理と経済』岩波書店、2017年

### 共著
- （鈴村興太郎）『アマルティア・セン――経済学と倫理学』（実教出版、2001年／改装新版、2002年）
- （アマルティア・セン）『福祉と正義』（東京大学出版会、2008年）

### 共編著
- （塩野谷祐一・鈴村興太郎）『福祉の公共哲学』（東京大学出版会、2004年）
- Against Injustice, Dumouchel Paul & Reiko Gotoh(eds.)Cambridge University Press, 2007
- （ポール・デュムシェル）『正義への挑戦――セン経済学の新地平』（晃洋書房、2011年）
- 『正義』（ミネルヴァ書房、2016年）

### 翻訳
- P. ヴァン・パリース『ベーシック・インカムの哲学――すべての人にリアルな自由を』（齊藤拓との共訳、勁草書房、2009年）
- アマルティア・セン『合理性と自由（上・下）』（若松良樹・須賀晃一との監訳、勁草書房、2014年）